# ناحیه فریمونت، شهرستان سانیلاک، میشیگان
ناحیه فریمونت (به انگلیسی: Fremont Township) یک منطقهٔ مسکونی در ایالات متحده آمریکا است که در شهرستان سانیلاک واقع شده‌است.
 ناحیه فریمونت ۹۰٫۷ کیلومتر مربع مساحت و ۹۱۳ نفر جمعیت دارد و ۲۳۰ متر بالاتر از سطح دریا واقع شده‌است.